# 况维垣
况维垣（？—？），字翰臣，江西高安人，明朝政治人物 ，進士出身。

## 生平
嘉靖四年（1525年）乙酉科江西鄉試第六十五名舉人嘉靖五年（1526年），聯捷丙戌科二甲进士，官至吏部郎中。